# Lãnh thổ Louisiana
Lãnh thổ Louisiana (tiếng Anh: Territory of Louisiana) là một lãnh thổ hợp nhất có tổ chức trong lịch sử của Hoa Kỳ từ ngày 4 tháng 7 năm 1805 đến 11 tháng 12 năm 1812. Nó bao gồm phần còn lại của Vùng đất mua Louisiana sau khi tách ra thành Lãnh thổ Orleans. Lãnh thổ Orleans sau đó trở thành tiểu bang Louisiana. Tuy nhiên Lãnh thổ Louisiana lớn hơn tiểu bang Louisiana rất nhiều. Lãnh thổ Louisiana là tất cả phần đất của Vùng đất mua Louisiana nằm ở phía bắc vĩ tuyến 33 độ Bắc (ranh giới phía nam của tiểu bang Arkansas hiện nay). Cơ quan chính quyền được đặt tại St. Louis.
Lãnh thổ Louisiana trong những ngữ cảnh khác có ý chỉ các lãnh thổ thuộc địa Louisiana của Pháp và Tây Ban Nha (xem Pháp thuộc địa hóa châu Mỹ, Tây Ban Nha thuộc địa hóa châu Mỹ). Thuật từ này cũng thường được dùng không chính thức để chỉ Vùng đất mua Louisiana.
Cả Meriwether Lewis (1807-1809) và William Clark (1813-1820) đã phục vụ với tư cách là thống đốc Lãnh thổ Louisiana.
Lãnh thổ Louisiana có 5 phân vùng Địa khu St. Louis, Địa khu St. Charles, Địa khu Ste. Genevieve, Địa khu Cape Girardeau và Địa khu New Madrid. Năm 1806, lập pháp lãnh thổ thành lập Địa khu Arkansas từ phần đất mà Xứ Osage nhượng lại. Phần còn lại được biết như là Lãnh thổ Thượng Louisiana.
Ngày 1 tháng 10 năm 1812, Thống đốc Clark tổ chức 5 địa khu hành chánh thuộc Lãnh thổ Thượng Louisiana thành các quận mà sau đó trở thành 5 quận đầu tiên của Lãnh thổ Missouri. Năm 1818, Các quận Franklin và Jefferson được thành lập từ quận gốc là Quận St. Louis để lại Quận St. Louis với vùng đất mà ngày nay bao gồm Quận St. Louis và Thành phố St. Louis.
Lãnh thổ Louisiana được đặt tên lại là Lãnh thổ Missouri vào năm 1812 để tránh nhầm lẫn với tiểu bang mới Louisiana.